# Solecyzm
Solecyzm (łac. soloecismus z gr. soloikismós) – błąd językowy, który polega na połączeniu poprawnych formalnie wyrazów w niepoprawną konstrukcję składniową (np. Używam długopis. Jan jest bardzo żonaty.).